# Hōki (nengō)
Hōki (宝亀?) era el nombre de una era japonesa (年号 nengō?) posterior a Jingo-keiun y anterior a Ten'ō. Abarcó de los años 770 al 781. El emperador reinante fue Kōnin-tennō (光仁天皇?).

## Cambio de era
- Hōki gannen (宝亀元年?); 770: Esta era comenzó en Jingo-keiun  4, el 18.º día del octavo mes del año 770.[2]

## Eventos en la eraHōki
- Hōki 1, primer día del décimo mes (宝亀元年; 770): El nombre de la era cambió para conmemorar el comienzo del reinado del emperador Kōnin.[2]
- Hōki 12, cuarto mes (781): El emperador abdicó en favor de su hijo, quien se convertiría en el Emperador Kanmu. El reinado de Kōnin tuvo una duración de once años.[2]
- Hōki 12, en el duodécimo mes (781): Kōnin muere a la edad de 73 años.[3]